# Onufrius de Grote

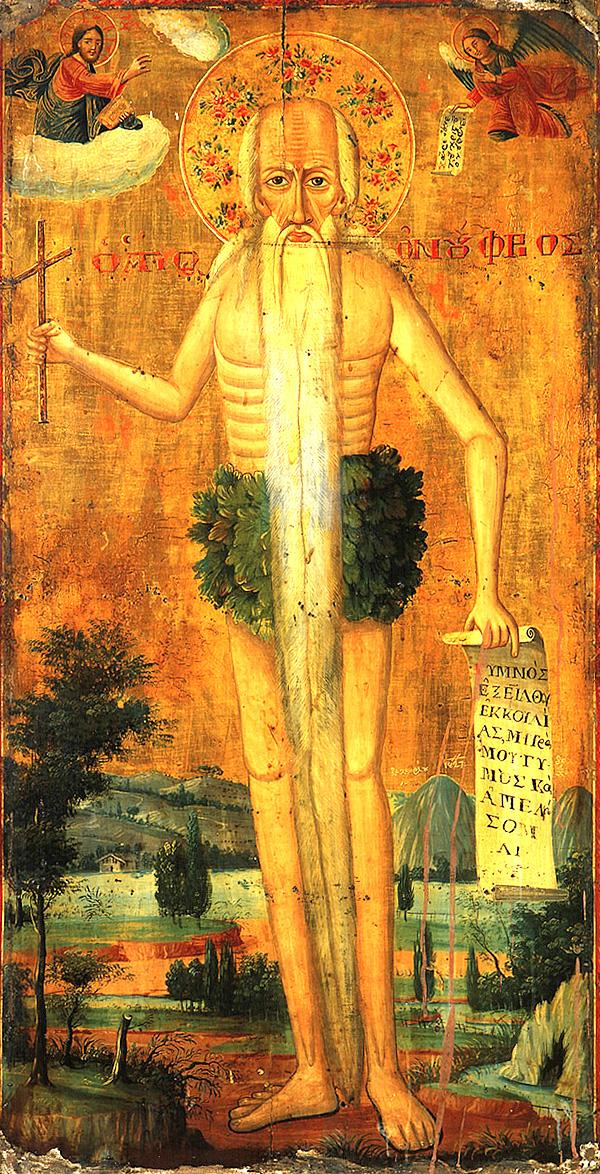

Onufrius de Grote (Grieks: Ονούφριος), ook Humphrey, Onofre ook van Egypte, van de Thebaïs of Woestijnvader) was een Egyptisch woestijnvader die stierf rond 400 na Christus. Zijn naam komt van het Egyptisch: wnn nfr, wat betekent: "hij die altijd goed is". Zijn feestdag is op 12 juni.

## Biografie
De heilige Onufrius leefde 70 jaar als kluizenaar in de woestijn van Tebaïs in opper-Egypte. Hij leefde van de vruchten van dadelpalmen. Hij droeg niets anders dan een rok van bladeren en lang haar vandaar dat hij de patroon der wevers werd. Zijn cultus was populair in de Middeleeuwen. Hij stierf rond 400 en werd begraven door Paphnutius die hem had opgezocht om te zien of het kluizenaarsleven iets voor hem was. Het is dan ook aan Paphnutius de asceet dat we het levensverhaal van Onufrius te danken hebben. Het hol in de berg waar Onufrius begraven werd verdween onmiddellijk. In de kunsten wordt hij afgebeeld als een schaars geklede oude man, een kluizenaar met een engel die hem de communie of brood brengt. Soms wordt hij afgebeeld als een kluizenaar die begraven wordt door twee leeuwen (zijn verhaal werd af en toe verward met dat van de heilige Hieronymus). 